# Лооський храм
Лоо́ський храм — руїни візантійського середньовічного християнського храму в мікрорайоні Лоо, Лазаревського району міста Сочі, Краснодарський край, Росія.
Знаходиться на вершині гори (308 м) в 1,5 км від берега Чорного моря. Згідно з висновками Лооської археологічної експедиції 1987-1997 Уральського державного університету імені А. М. Горького під керівництвом Б. Б. Овчиннікової, час побудови першого храму - X-XII ст;. У XIV ст. він був відновлений, але використовувався в літургійних цілях недовго. У XV-XVI ст. його переобладнали під фортецю.